# Tragédia dos comuns
A tragédia dos comuns ou tragédia dos bens comuns refere-se a uma situação em que os indivíduos, agindo de forma independente, racional e de acordo com seus próprios interesses, atuam contra os interesses de uma comunidade, esgotando os bens comuns (em inglês, Commons). Segundo a hipótese da "tragédia dos comuns", o livre acesso resultaria na superexploração de recursos finitos, provocando o seu esgotamento.
Esse conceito foi baseado originalmente em um ensaio escrito pelo matemático e economista William Forster Lloyd sobre posse comunal da terra, em aldeias medievais,  embora tenha sido popularizado pelo ecologista Garrett Hardin, no ensaio "The Tragedy of the Commons", publicado em 1968 na revista Science. Todavia, a hipótese propriamente dita é tão antiga quanto Tucídides e Aristóteles. O fenômeno já foi observado em situações concretas, como a do Boston Common, em que a superexploração fez com que o Common deixasse de ser usado como área de pastagem pública.
Entretanto, a economista Elinor Ostrom, vencedora do Prêmio Nobel (em conjunto com outros pesquisadores), revisitou a obra de Hardin em 1999, descobrindo que a tragédia dos comuns não é tão prevalente ou tão difícil de resolver como Hardin sustentou, uma vez que os moradores frequentemente criaram soluções para o problema dos comuns; porém ocorre que, quando os comuns eram tomados de assalto por indivíduos não-locais, essas soluções deixavam de ter aplicação efetiva. O cientista político Robert Axelrod, da Universidade de Michigan, também argumentou que mesmo indivíduos interessados apenas em seu próprio bem-estar irão encontrar formas de cooperar, uma vez que o autocontrole coletivo serve tanto aos interesses do indivíduo quanto aos do grupo. Sendo assim, alguns autores sustentam que em vez deste fenômeno ser chamado de "A Tragédia dos Comuns", ele deveria ser chamado de "A tragédia do fracasso dos Comuns".

## O ensaio de Garrett Hardin
No início do seu ensaio, Hardin chama a atenção para problemas que não podem ser solucionados por meios técnicos (isto é, distintos daqueles com soluções que exigem "somente uma mudança nas técnicas das ciências naturais, exigindo pouca ou nenhuma mudança nos valores humanos ou ideias de moralidade"). Hardin argumenta que esta classe de problemas inclui muitos daqueles levantados pelo crescimento da população humana e o uso dos recursos naturais da Terra.
Para exemplificar o que seria "sem soluções técnicas", Hardin menciona os limites colocados na disponibilidade de energia (e recursos materiais) na Terra, e também as consequências destes limites para a "qualidade de vida". Para maximizar a população, precisa-se minimizar o consumo de recursos em tudo o que for além da simples sobrevivência e vice-versa.  Consequentemente, conclui que não há solução técnica previsível para o incremento tanto da população humana e seu nível de vida num planeta finito.
A partir deste ponto, Hardin muda para soluções não-técnicas ou de gerenciamento de recursos para problemas de população e recursos. Como ilustração, apresenta um exemplo hipotético de uma pastagem compartilhada por pastores locais. Assume-se que os pastores desejem maximizar sua produção, e que assim aumentarão o tamanho do rebanho sempre que for possível. A utilidade de cada animal adicional possui um componente tanto positivo quanto negativo:
- Positivo: o pastor recebe todo o lucro sobre cada animal adicional.
- Negativo: a pastagem é ligeiramente degradada por cada animal adicional.

De suma importância, a divisão destes custos e benefícios é desigual: o pastor individual ganha todas as vantagens, mas as desvantagens são compartilhadas entre todos os pastores que usam a pastagem. Consequentemente, para um pastor individual que considere a questão, o curso de ação racional é acrescentar um animal extra. E mais, e mais um. Todavia, visto que todos os pastores chegam à mesma conclusão racional, a superexploração e a degradação é o destino de longo prazo da pastagem. Não obstante, a resposta racional para um indivíduo continua a mesma em cada ponto, visto que o ganho é sempre maior para cada pastor do que a quota individual do custo distribuído. Aqui, o custo da superexploração é um exemplo de externalidade.
Já que a sequência de eventos segue previsivelmente o comportamento dos indivíduos envolvidos, Hardin descreve-o como uma tragédia: "o impiedoso funcionamento das coisas" (no sentido descrito pelo filósofo Alfred Whitehead).
Ao longo do seu ensaio, Hardin desenvolve o tema, trazendo exemplos de bens comuns contemporâneos, tais como a atmosfera, oceanos, rios, populações de peixes, parques nacionais, publicidade e até parquímetros. O exemplo das populações de peixes levou alguns a denominarem o conceito de "tragédia dos pescadores". O grande tema que percorre todo o ensaio é o crescimento da população humana, com os recursos da Terra sendo bens comuns (visto que diz respeito ao acréscimo de "animais" extras, está mais próximo de sua analogia original).
O ensaio também expressa soluções potenciais de administração de problemas envolvendo bens comuns, incluindo: privatização; poluidor-pagador; regulamentação. Prosseguindo com sua analogia original da pastagem, Hardin categoriza isso como o "cercamento" efetivo dos bens comuns, e observa uma progressão histórica do uso de todos os recursos como bens comuns (acesso não-regulamentado para todos) para sistemas nos quais os bens comuns são "cercados" e sujeitos a métodos diferentes de uso regulamentado (acesso proibido ou controlado).  Hardin argumenta contra a confiança na consciência como um meio de policiar os bens comuns, sugerindo que isto favorece indivíduos egoístas e não aqueles de grande previdência.
No contexto de evitar a superexploração dos recursos comuns, Hardin conclui citando a máxima de Hegel (a qual foi, na verdade, escrita por Engels), "a liberdade é o reconhecimento da necessidade".[carece de fontes?] Ele sugere que "liberdade", se interpretado estritamente como a liberdade de alguém fazer o que bem lhe aprouver, completa a tragédia dos comuns. Quando reconhecermos que recursos naturais são bens comuns, e que, como tais, precisam ser administrados, Hardin acredita que "poderemos preservar e promover outras liberdades mais preciosas".
Além do seu tema principal (uso de recursos), o ensaio é notável (ao menos nos círculos científicos modernos) por lidar explicitamente com questões de moralidade, e fazê-lo em uma das principais revistas científicas do mundo, Science. Deveras, o subtítulo para o ensaio é "The population problem has no technical solution; it requires a fundamental extension in morality" ("O problema da população não tem solução técnica: ele exige uma ampliação fundamental da moralidade").

## Significado
A metáfora ilustra como o livre acesso e a demanda irrestrita de um recurso finito termina por condenar estruturalmente o recurso através da superexploração. Isto ocorre porque os benefícios da exploração aumentam para indivíduos ou grupos, cada um dos quais é motivado a maximizar o uso dos recursos até o ponto no qual tornam-se dependentes dele, enquanto os custos da exploração são distribuídos entre todos aqueles para os quais o recurso está disponível (que podem constituir uma classe maior de indivíduos do que aquela que o está explorando). Isto, por sua vez, faz com que a demanda pelo recurso aumente, o que transforma o problema numa bola de neve que só para de crescer quando o recurso é exaurido.
Como William Lloyd e Thomas Malthus antes dele, Hardin interessou-se primordialmente por populações e especialmente pelo problema do crescimento da população humana. Em seu ensaio, ele também enfocou o uso de grandes (embora ainda limitados) recursos, tais como a atmosfera e oceanos, bem como salientar o aspecto "comunal negativo" da poluição (isto é, em vez de lidar com a privatização deliberada de um recurso positivo, um "comunal negativo" lida com a "comunização" de um custo negativo: poluição).
Sendo uma metáfora, a tragédia dos comuns não deve ser tomada literalmente demais. A expressão simboliza um relacionamento estrutural e as consequências do mesmo, mas não é uma descrição precisa dele. A "tragédia" não deveria ser vista como trágica no sentido convencional da palavra, nem deve ser tomada como uma condenação dos processos que a ela são atribuídos. De modo semelhante, o uso de "comuns" tem sido frequentemente mal interpretado, o que levou Hardin posteriormente a comentar que deveria ter intitulado sua obra de "The Tragedy of the ‘’Unregulated’’ Commons".
A tragédia dos comuns possui uma relevância particular na análise do comportamento nos campos da economia, psicologia evolutiva, teoria dos jogos, política, taxação e sociologia. Alguns também o veem como um exemplo de comportamento emergente, com a "tragédia" sendo a resultante das interações individuais num sistema complexo.

## Controvérsia
Mesmo nos dias de hoje, o ensaio de Hardin continua sendo fonte de controvérsia. Parte dela origina-se da discordância sobre se os indivíduos sempre agirão da forma egoísta preconizada por Hardin (ver a discussão abaixo).
Mais significativamente, a controvérsia foi alimentada pela "aplicação" das ideias de Hardin a situações reais. Particularmente, algumas autoridades que leram a obra de Hardin como se ela defendesse especificamente a privatização de recursos de posse comunitária. Consequentemente, os recursos que tradicionalmente eram administrados por organizações locais têm sido cercados e privatizados. Ostensivamente, isto serve para "proteger" tais recursos, mas ignora o gerenciamento preexistente, frequentemente apropriando-se dos recursos e hostilizando as populações indígenas (quase sempre pobres). De fato, o uso privado ou estatal repetidamente resultou em consequências piores quando comparadas com a administração anterior dos recursos. Enquanto o ensaio de Hardin enfoca recursos que são fundamentalmente "não administrados", em vez de comunitariamente administrados, esta aplicação das ideias dele é equivocada. Ironicamente, dado o exemplo hipotético original, este equívoco com as ideias de Hardin é frequentemente aplicado a terras superexploradas.
No geral, Hardin deixou bem claro que o uso de propriedade "pública" poderia ser controlado de várias formas diferentes para deter ou limitar a superexploração. Como foi ressaltado por Natalie Wanis, a defesa de Hardin de direitos de propriedade claramente definidos tem sido frequentemente mal-interpretada como um argumento a favor da privatização, ou da propriedade privada, per se. A situação contrária da tragédia dos comuns é algo citado como a "tragédia dos anticomuns": uma situação em que indivíduos racionais (agindo separadamente) coletivamente desperdiçam um determinado recurso ao subutilizá-lo.

## Bens comuns históricos

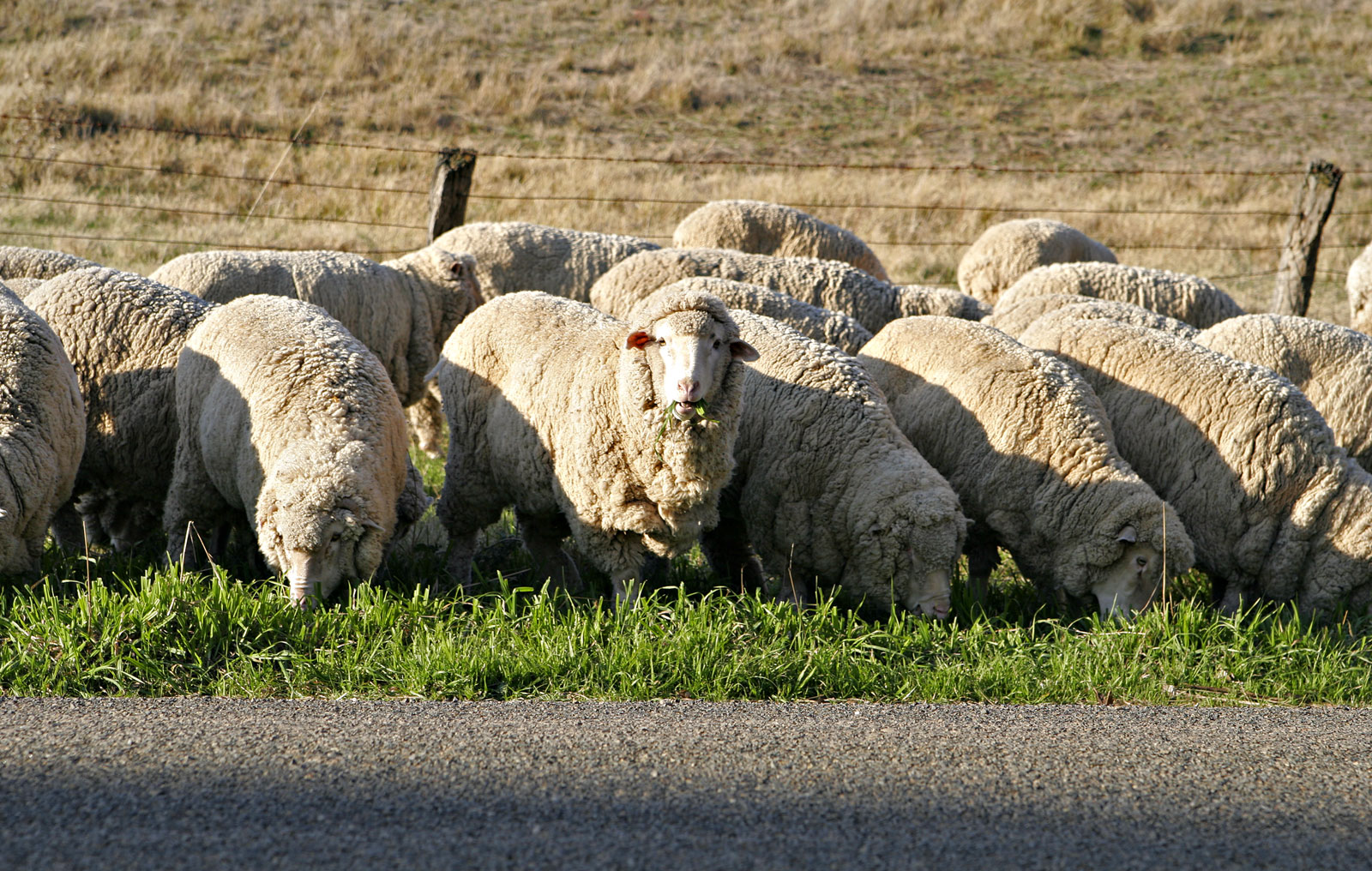
Ovelhas num pasto: a imagem original da "tragédia dos comuns" de Garrett Hardin.

O ensaio de Hardin apresenta uma pastagem hipotética como analogia para "comuns" em geral. Nesta analogia, pastores que usam a pastagem o fazem numa base individualista, sem administração pela comunidade ou supervisão. Todavia, os verdadeiros bens comuns históricos não eram terra pública e a maioria não era aberta ao livre acesso de todos — o público em geral possuía direitos bastante limitados (por exemplo, pastores de fora da comunidade podiam arrendar uma pastagem pagando uma "taxa de uso"). Somente aqueles locais que eram "commoners" tinham acesso a um conjunto de direitos; então, cada commoner tinha uma participação nos seus próprios direitos, mas o bem comum propriamente dito não era propriedade dele.
Estes conjuntos de direitos não podiam ser comercializados ou dispostos de outra forma, mas eram aplicados numa cultura medieval que reconhecia a propriedade inalienável (por exemplo, o morgadio), de modo que sob este sistema de conjuntos de direitos, eram considerados propriedade. Numa aldeia inglesa tradicional, isto munia os commoners de direitos de pastagem, coleta de lenha por métodos não-destrutivos etc, de qualquer parte do bem comum (em inglês, a forma "commons" é plural, e refere-se à íntegra dos componentes individuais da terra comum sujeitos a estes efeitos).
Historicamente, a maioria dos "comuns" ingleses estavam reservados para seus próprios "commoners" (ou seja, membros daquela paróquia), cujo uso era restrito de várias formas de acordo com o costume local. Como resposta à superexploração, por exemplo, uma terra comum podia ser "cotada", isto é, seria colocado um limite na quantidade de animais que cada "commoner" poderia colocar para pastar. Esta cota podia estar relacionada com a posse de uma edícula comunitária ou com a quantidade de terra possuída nos campos abertos. Estas regulamentações eram suscetíveis a pressões demográficas e econômicas; em vez de deixar a terra comum ser degradada, o acesso era geralmente restrito ainda mais. Na época do cercamento parlamentar, em muitas propriedades do sul da Inglaterra, poucos trabalhadores e pessoas pobres detinham direitos comunais de pastagem; o cercamento, todavia, causou impacto sobre pequenos proprietários que sustentavam sua atividade agrícola através do uso de pastagens comuns e outros recursos.

## Bens comuns modernos
Situações que exemplificam a "tragédia dos comuns" incluem a sobrepesca e destruição dos Grandes Bancos, o fim da migração dos salmões em rios represados (em tempos mais recentes, principalmente no rio Colúmbia, noroeste dos EUA, mas, historicamente nos rios que deságuam no Atlântico Norte), a devastação na pesca do esturjão (em tempos recentes, especialmente na Rússia, mas em outros períodos históricos, também nos Estados Unidos), e, em termos de abastecimento de água, o suprimento limitado disponível em regiões áridas (por exemplo, a região do Mar de Aral) e o abastecimento de água de Los Angeles, especialmente no lago Mono e lago Owens.
Mais exemplos genéricos (alguns citados por Hardin) de tragédias reais em potencial, incluem:
- Planeta Terra
  - Crescimento populacional descontrolado levando à superpopulação.[2]
  - Água - poluição hídrica, crise hídrica com a superexploração de aquíferos e desperdício de água devido a problemas com irrigação[13]
  - Florestas - extração predatória de madeira em áreas de fronteira agrícola e uso de queimadas[14]
  - Recursos energéticos e clima – queima de combustíveis fósseis e consequente aquecimento global
  - Animais – destruição de habitats e caça clandestina levando à extinção em massa do Holoceno[15]
  - Oceanos - sobrepesca[16]
- Recursos públicos
  - Frequências de rádio – frequências "piratas" usadas para comunicações sem fio, especialmente a 802.11 a/b/g, detalhada sob as regras da FCC, Parte 15, são vulneráveis à superexploração por transmissores de alta potência, especialmente quando combinados com antenas omnidirecionais.

## Soluções modernas
Articular soluções para a tragédia dos comuns é um dos principais problemas da filosofia política. A solução mais comum é a regulamentação por uma autoridade. Frequentemente, tal regulamentação assume a forma de ordenações governamentais limitando o montante de um bem comum disponível para uso por um indivíduo. Sistemas de concessão para atividades econômicas extrativistas incluindo mineração, pesca, caça, criação de gado e corte de árvores são exemplos desta abordagem. De forma similar, a imposição de limites de poluição são exemplos de intervenção governamental em prol dos comuns. Alternativamente, aqueles que utilizam o recurso podem cooperar para conservá-lo em nome do benefício mútuo.
Outra solução para certos recursos é converter bens comuns em propriedade privada, dando ao novo dono um incentivo para garantir a sustentabilidade. Efetivamente, foi isto o que ocorreu na época do "Cercamento dos Comuns" na Inglaterra. Cada vez mais, acadêmicos de estudos agrários defendem o estudo dos sistemas tradicionais de administração dos comuns, para compreender como os recursos comuns podem ser protegidos sem alienar aqueles cuja existência depende deles.
Libertarianos e liberais clássicos frequentemente citam a tragédia dos comuns como um exemplo clássico do que acontece quando os direitos de propriedade lockeanos a recursos domiciliares são proibidos por um governo. Estas pessoas argumentam que a solução para a tragédia dos comuns é permitir que indivíduos assumam os direitos de propriedade de um recurso, ou seja, privatizando-o.
Críticos desta solução salientam que muitos recursos comuns, tais como a camada de ozônio ou as populações globais de peixes, seriam extremamente difíceis ou impossíveis de privatizar.
O psicólogo Dennis Fox usou um número, que é agora denominado "Número de Dunbar", para lançar uma nova visão sobre a tragédia dos comuns. Num paper de 1985 intitulado "Psychology, Ideology, Utopia, & the Commons", ele declarou "Edney (1980, 1981a) também argumentou que soluções de longo prazo exigirão, entre várias outras abordagens, partir os comuns em segmentos menores. Ele revisou dados experimentais mostrando que o comportamento cooperativo é muito mais comum em grupos menores. Depois, avaliou que "o limite superior para um bem comum simples, autocontido, sustentável e em bom funcionamento seria algo tão baixo quanto 150 pessoas" (1981a, p. 27).
Os Salishes da costa administravam seus recursos naturais num sistema de local de moradia, em que famílias eram responsáveis por cuidar de um local e seus recursos. O acesso à comida era a grande fonte de riqueza e a delegação da generosidade era altamente valorizada, de modo que fazia sentido para eles tomar conta dos recursos.
Uma outra solução popular para o problema é a do "teorema de Coase", na qual as pessoas que usam um bem comum apoiam umas às outras para que não o destruam. Todavia, enquanto Coase se aplique com algum sucesso a conflitos de monta pecuniária maior, e com agentes ativos e passivos em pouco número e facilmente identificáveis, ele se torna inviável no caso de danos causados de maneira difusa, como por exemplo, o caso da depleção da já referida camada de ozônio, ou a sobrepesca oceânica. Nestes casos, mesmo custos de transação ínfimos são suficientes para se inviabilizar a negociação direta do dano.
No ensaio, Hardin propôs que a solução dos problemas de superpopulação devem ser baseados em "coerção mútua, mutuamente acordada " o que resulta na "renúncia à liberdade procriativa ". Hardin discutiu este tópico adicionalmente num livro de 1979, Managing the Commons, co-escrito com John A. Baden. Ele enquadrou esta prescrição em termos da necessidade de restringir os "direitos reprodutivos" para salvaguardar todos os outros direitos. Somente um grande país adotou esta política, a República Popular da China. No ensaio, Hardin rejeitou a educação como um meio eficaz de deter o crescimento populacional. Desde essa época, tem sido mostrado que o incremento das oportunidades educacionais e econômicas para mulheres está correlacionado com a redução da taxa de natalidade em muitos países, bem como com o crescimento econômico em geral.

## Aplicações

### Nabiologia evolutiva
Um paralelo foi traçado recentemente entre a tragédia dos comuns e o comportamento competitivo de parasitas que agem através de meios "egoístas", eventualmente enfraquecendo demasiadamente ou destruindo seu hospedeiro comum.

### Naevolução social
A tragédia dos comuns é produzida por indivíduos egoístas cujos genes para comportamento egoísta, em consequência, tornam-se dominantes; assim, a metáfora não consegue explicar como o altruísmo emerge. Esta questão é antes expressa por modelos de possíveis mecanismos que podem dar origem ao "altruísmo recíproco", levando a ideias tais como a regra do "olho por olho" (reciprocação). Estes modelos libertaram a teoria evolutiva das limitações impostas pelo conceito de "conveniência inclusiva", uma explicação prévia para o altruísmo, o qual propõe que organismos ajudam outros somente se ao fazê-lo, aumentam a probabilidade de passar genes compartilhados para a próxima geração.
A ideia tem sido aplicada a outras áreas da sociobiologia e ecologia comportamental, tais como na evolução da virulência ou do conflito sexual, nas quais machos podem efetivamente prejudicar as fêmeas ao competir por acasalamentos. Também tem sido levantada como uma questão no estudo de insetos sociais, em que cientistas desejam entender porque insetos "obreiros" não solapam o "bem comum" pondo seus próprios ovos e causando o colapso da sociedade.
A ideia do suicídio evolutivo, em que a adaptação ao nível do indivíduo induz toda a espécie ou população a tornar-se extinta, pode ser vista como uma caso extremo de uma tragédia dos comuns evolutiva.